# Tristaniopsis razakiana
Tristaniopsis razakiana är en myrtenväxtart som först beskrevs av Kochummen, och fick sitt nu gällande namn av Peter G.Wilson och John Teast Waterhouse. Tristaniopsis razakiana ingår i släktet Tristaniopsis och familjen myrtenväxter. Inga underarter finns listade i Catalogue of Life.